# Marian Piątek
Marian Wojciech Piątek (ur. 2 lipca 1911 we Lwowie, zm. 18 maja 1974 w Gdańsku) – polski mechanik.

## Życiorys
Ukończył studia na Wydziale Mechanicznym Politechnice Lwowskiej we Lwowie (1939 r.). W latach: 1935-1937, 1939-1941 i 1944-1945 pracował na Politechnice Lwowskiej. W 1945-1974 pracował na Politechnice Gdańskiej. W 1945-1951 był nauczycielem w Liceum Budownictwa Okrętowego, w 1951-1952 w Technikum Budowy Okrętów. W 1949 roku został kierownikiem Katedry Mechaniki Technicznej. W latach 1956–1959 był prorektorem do spraw nauki, a w latach 1969-1974 kierownikiem Zakładu Mechaniki i Wytrzymałości Materiałów na Wydziale Budowy Maszyn. W Instytucie Podstawowych Problemów Techniki PAN (1953-1958). Zastępca profesora (1949), profesor nadzwyczajny (1954). Członek Związku Nauczycielstwa Polskiego oraz Polskiego Towarzystwa Mechaniki Teoretycznej.
Pochowany na Cmentarzu Srebrzysko w Gdańsku (rejon IV, taras II-1-50).

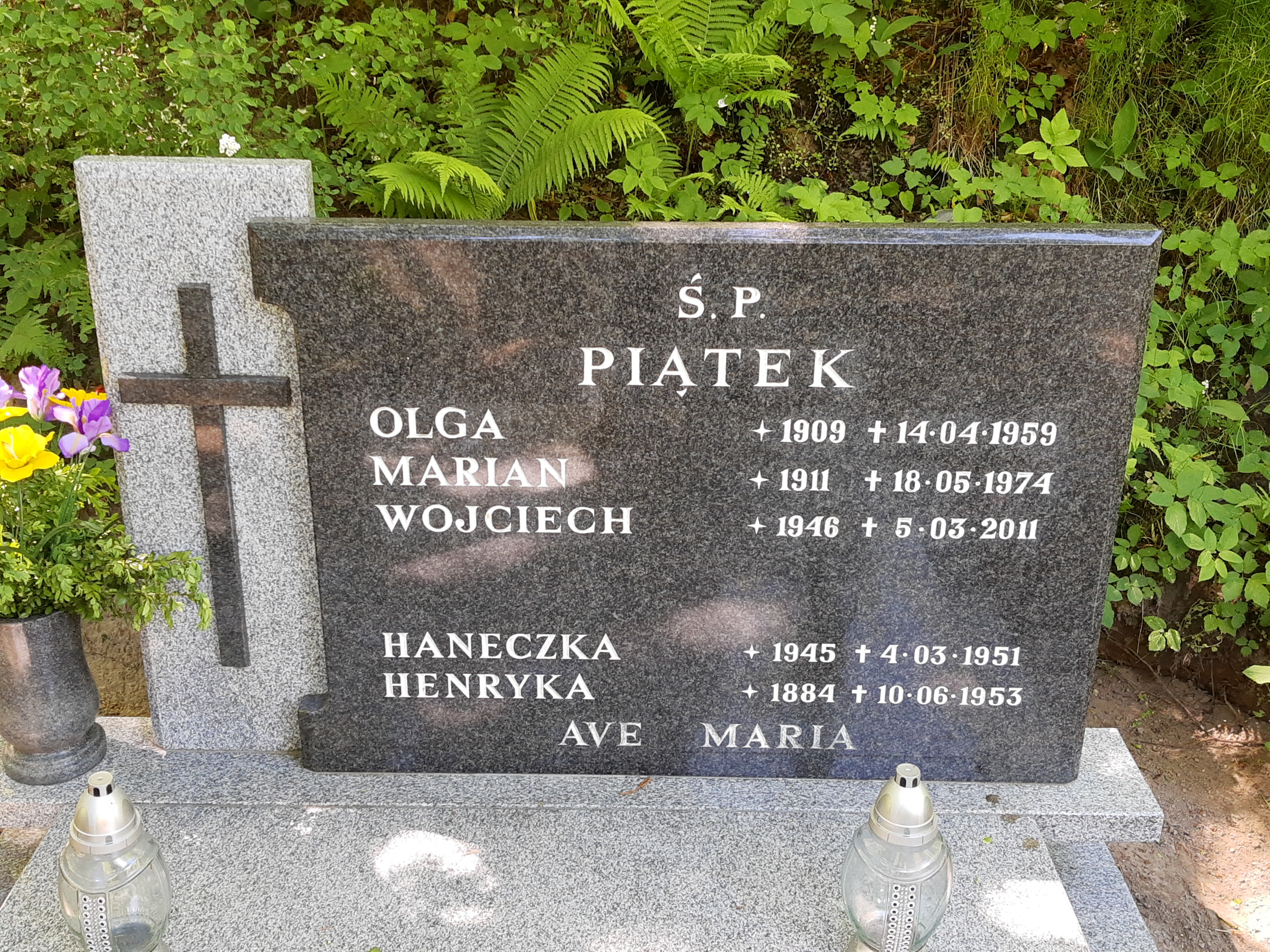
Grób prof. Mariana Piątka na Cmentarzu Srebrzysko